# Sainte-Gemme (Gironda)
Sainte-Gemme é uma comuna francesa na região administrativa da Nova Aquitânia, no departamento da Gironda. Estende-se por uma área de 9,45 km². Em 2010 a comuna tinha 191 habitantes (densidade: 20,2 hab./km²).